# Кузюг (Костромская область)
Кузюг — упразднённая деревня в Павинском районе Костромской области России. Входила в состав Павинского сельского поселения. Исключена из учётных данных в 2018 году.

## География
Находится в северо-восточной части Костромской области на расстоянии приблизительно 3 км на юго-восток по прямой от села Павино, административного центра района.

## История
В XIX веке эта деревня находилась на территории Никольского уезда Вологодской губернии. В 1859 году здесь (тогда Кузюк) было учтено 7 дворов. В 1922 году деревня уже не была включена в Реестр населённых пунктов Костромской области, что означает потерю статуса населенного пункта.

## Население
| 2008 | 2010 | 2014 |
| ---- | ---- | ---- |
| 1    | ↘0   | →0   |

Численность постоянного населения составляла 48 человек (1859 год), 5 в 2002 году (русские 96 %).